# Hugues Duboscq
Hugues Duboscq (Saint-Lô (Manche), 29 augustus 1981) is een voormalige Franse zwemmer. Duboscq vertegenwoordigde zijn vaderland op de Olympische Spelen van 2000, 2004 en 2008, daarnaast is hij houder van het Europees record op de 100 meter schoolslag op de langebaan.

## Carrière
Duboscq maakte zijn internationale debuut op de wereldkampioenschappen kortebaanzwemmen 2000 in Athene waar hij werd uitgeschakeld in de halve finales van de 100 meter schoolslag, zijn enige afstand. Op de Europese kampioenschappen zwemmen 2000 in Helsinki, Finland bereikte de Fransman de vierde plaats op de 100 meter schoolslag en strandde hij in de halve finales van de 50 meter schoolslag. Op de Olympische Spelen in Sydney strandde hij in de halve finales van de 100 meter schoolslag en met zijn ploeggenoten Simon Dufour, Franck Esposito en Frédérick Bousquet eindigde hij als zevende op de 4x100 meter wisselslag. Op de Europese kampioenschappen kortebaanzwemmen 2000 in Valencia werd hij zevende op de 50 meter schoolslag en strandde hij in de series van de 200 meter schoolslag.

### 2001-2004
Op de wereldkampioenschappen zwemmen 2001 in Fukuoka eindigde Duboscq als achtste op de 100 meter schoolslag. Op de 50 en 200 meter schoolslag strandde de Fransman in de halve finales. Tijdens de Europese kampioenschappen kortebaanzwemmen 2001 in Antwerpen strandde Duboscq in de halve finales van zowel de 50 als de 100 meter schoolslag.
Op de wereldkampioenschappen kortebaanzwemmen 2002 in Moskou eindigde Duboscq als zevende op de 50 meter schoolslag en strandde hij in de halve finales op de 100 meter schoolslag. Op de Europese kampioenschappen zwemmen 2002 in Berlijn veroverde de Fransman de bronzen medaille op de 100 meter schoolslag en eindigde hij als zevende op de 50 meter schoolslag. Op de 4x100 meter wisselslag pakte hij samen met Pierre Roger, Franck Esposito en Romain Barnier het zilver op de 4x100 meter wisselslag. Tijdens de Europese kampioenschappen kortebaanzwemmen 2002 in Riesa behaalde de Fransman de zilveren medaille op de 100 meter schoolslag, op de 50 meter schoolslag eindigde hij als achtste en op de 200 meter schoolslag strandde hij in de series.
Op de wereldkampioenschappen zwemmen 2003 in Barcelona eindigde Duboscq als achtste op de 100 meter schoolslag en strandde hij in de series van de 200 meter schoolslag. Op de 4x100 meter wisselslag eindigde hij samen met Simon Dufour, Franck Esposito en Frédérick Bousquet als vierde. Tijdens de Europese kampioenschappen kortebaanzwemmen 2003 in Dublin eindigde de Fransman als achtste op zowel de 100 als de 200 meter schoolslag, op de 50 meter schoolslag strandde hij in de halve finales.
Op de Europese kampioenschappen zwemmen 2004 in Madrid behaalde Duboscq twee zilveren medailles, op de 50 en 100 meter schoolslag. Op de 200 meter schoolslag strandde hij in de halve finales en op de 4x100 meter wisselslag behaalde hij samen met Simon Dufour, Franck Esposito en Julien Sicot de zilveren medaille. Op de Olympische Zomerspelen 2004 in Athene sleepte de Fransman de bronzen medaille op de 100 meter schoolslag in de wacht, achter de Japanner Kosuke Kitajima en de Amerikaan Brendan Hansen. Op de 200 meter schoolslag strandde Duboscq in de series, op de 4x100 meter wisselslag eindigde hij samen met Simon Dufour, Franck Esposito en Frédérick Bousquet als vijfde. Tijdens de Europese kampioenschappen kortebaanzwemmen 2004 in Wenen bereikte de Fransman de zesde plaats op de 100 meter schoolslag, op de 50 en 200 meter schoolslag wist Duboscq niet tot de finale door te dringen.

### 2005-2008
Op de wereldkampioenschappen zwemmen 2005 in Montreal behaalde Duboscq de bronzen medaille op de 100 meter schoolslag en eindigde hij als vierde op de halve afstand. Met zijn landgenoten Simon Dufour, Romain Barnier en Frédérick Bousquet eindigde hij als vijfde op de 4x100 meter wisselslag. Tijdens de wereldkampioenschappen kortebaanzwemmen 2006 in Shanghai wist de Fransman geen finaleplaatsen af te dwingen. Op de Europese kampioenschappen zwemmen 2006 in Boedapest eindigde Duboscq als zesde op de 100 meter schoolslag en strandde hij in de halve finales van de 50 en de 200 meter schoolslag. Samen met Simon Dufour, Amaury Leveaux en Frédérick Bousquet eindigde hij als vierde op de 4x100 meter wisselslag.
Tijdens de wereldkampioenschappen zwemmen 2007 in Melbourne werd Duboscq op zowel de 50 als de 100 meter schoolslag uitgeschakeld in de halve finales. Op de 4x100 meter wisselslag eindigde hij als zevende, samen met Simon Dufour, Amaury Leveaux en Alain Bernard. Op de Europese kampioenschappen kortebaanzwemmen 2007 in Debrecen strandde de Fransman in de halve finales van de 50 meter schoolslag en in de series van de 200 meter schoolslag.
Op de Europese kampioenschappen zwemmen 2008 in Eindhoven behaalde Duboscq een zilveren medaille op de 100 meter schoolslag en een bronzen medaille op de 200 meter schoolslag. Op de kortste schoolslagafstand, de 50 meter, eindigde hij als vierde. Tijdens de Olympische Zomerspelen 2008 in Peking sleepte Duboscq een bronzen medaille in de wacht op de 100 meter schoolslag, net als vier jaar eerder in Athene. Ook op de dubbele afstand mocht de Fransman het podium beklimmen, opnieuw mocht hij de bronzen medaille ophalen. Op de 4x100 meter wisselslag werd hij samen met Benjamin Stasiulis, Christophe Lebon en Fabien Gilot uitgeschakeld in de series. Op de Europese kampioenschappen kortebaanzwemmen 2008 in Rijeka werd hij Europees kampioen op de 200 meter schoolslag door het Europees record te verbreken. Op de halve afstand wist hij het zilver in de wacht te slepen en op de 50 meter schoolslag strandde hij in de series. Op de 4x50 meter wisselslag eindigde hij samen met Pierre Roger, Frédérick Bousquet en Alain Bernard op de vierde plaats.

### 2009-2012
Tijdens de wereldkampioenschappen zwemmen 2009 in Rome veroverde Duboscq de zilveren medaille op de 100 meter schoolslag, op de dubbele afstand werd hij uitgeschakeld in de series. Samen met Jérémy Stravius, Clément Lefert en Alain Bernard eindigde hij als vijfde op de 4x100 meter wisselslag. In Istanboel nam de Fransman deel aan de Europese kampioenschappen kortebaanzwemmen 2009, op dit toernooi strandde hij in de series van de 100 meter schoolslag. Op de 4x50 meter wisselslag legde hij samen met Benjamin Stasiulis, Frédérick Bousquet en Amaury Leveaux beslag op de bronzen medaille.
Op de Europese kampioenschappen zwemmen 2010 in Boedapest behaalde Duboscq de zilveren medaille op de 100m schoolslag, hij moest enkel de Noor Alexander Dale Oen voor zich dulden. Op de 200m schoolslag behaalde hij net als op het EK van 2008 de bronzen medaille, samen met Camille Lacourt, Frédérick Bousquet en Fabien Gilot veroverde hij de Europese titel op de 4x100 meter wisselslag. Tijdens de wereldkampioenschappen kortebaanzwemmen 2010 in Dubai eindigde de Fransman als zevende op de 200 meter schoolslag, daarnaast werd hij uitgeschakeld in de halve finales van de 100 meter schoolslag en in de serie van de 50 meter schoolslag. Op de 4x100 meter wisselslag eindigde hij samen met Camille Lacourt, Frédérick Bousquet en Fabien Gilot op de vierde plaats.
In Shanghai nam Duboscq deel aan de wereldkampioenschappen zwemmen 2011. Op dit toernooi strandde hij in de halve finales van de 100 meter schoolslag en in de series van de 200 meter schoolslag, samen met Jérémy Stravius, Florent Manaudou en Fabien Gilot werd hij uitgeschakeld in de series van de 4x100 meter wisselslag. Op de Europese kampioenschappen kortebaanzwemmen 2011 in Szczecin strandde de Fransman in de halve finales van zowel de 50 als de 100 meter schoolslag, op de 200 meter schoolslag werd hij uitgeschakeld in de series. Op de 4x50 meter wisselslag strandde hij samen met Jordan Coelho, Medhy Metella en Amaury Leveaux in de series.
Tijdens de Europese kampioenschappen zwemmen 2012 in Debrecen werd Duboscq uitgeschakeld in de halve finales van de 100 meter schoolslag en in de series van de 200 meter schoolslag, samen met Benjamin Stasiulis, Romain Sassot en Alain Bernard eindigde hij als vierde op de 4x100 meter wisselslag.

## Internationale toernooien
| Jaar | Olympische Spelen                                            | WK langebaan                                                 | WK kortebaan                                                                   | EK langebaan                                                                 | EK kortebaan                                                                     |
| ---- | ------------------------------------------------------------ | ------------------------------------------------------------ | ------------------------------------------------------------------------------ | ---------------------------------------------------------------------------- | -------------------------------------------------------------------------------- |
| 2000 | 16e 100m schoolslag 7e 4x100m wisselslag                     |                                                              | 9e 100m schoolslag                                                             | 12e 50m schoolslag 4e 100m schoolslag                                        | 7e 50m schoolslag 11e 200m schoolslag                                            |
| 2001 |                                                              | 13e 50m schoolslag 8e 100m schoolslag 12e 200m schoolslag    |                                                                                |                                                                              | 9e 50m schoolslag 9e 100m schoolslag                                             |
| 2002 |                                                              |                                                              | 7e 50m schoolslag 9e 100m schoolslag                                           | 4e 50m schoolslag · 100m schoolslag · 4x100m wisselslag                      | 8e 50m schoolslag · 100m schoolslag · 11e 200m schoolslag · 10e 4x50m wisselslag |
| 2003 |                                                              | 8e 100m schoolslag 21e 200m schoolslag 4e 4x100m wisselslag  |                                                                                |                                                                              | 11e 50m schoolslag 8e 100m schoolslag 8e 200m schoolslag                         |
| 2004 | 100m schoolslag · 25e 200m schoolslag · 5e 4x100m wisselslag |                                                              | geen deelname                                                                  | 50m schoolslag · 100m schoolslag · 10e 200m schoolslag · 4x100m wisselslag   | 9e 50m schoolslag 6e 100m schoolslag 18e 200m schoolslag                         |
| 2005 |                                                              | 4e 50m schoolslag · 100m schoolslag · 5e 4x100m wisselslag   |                                                                                |                                                                              | geen deelname                                                                    |
| 2006 |                                                              |                                                              | 10e 50m schoolslag 15e 100m schoolslag 17e 200m schoolslag                     | 9e 50m schoolslag 6e 100m schoolslag 9e 200m schoolslag 4e 4x100m wisselslag | geen deelname                                                                    |
| 2007 |                                                              | 12e 50m schoolslag 16e 100m schoolslag 7e 4x100m wisselslag  |                                                                                |                                                                              | 9e 100m schoolslag 13e 200m schoolslag 11e 4x50m wisselslag                      |
| 2008 | 100m schoolslag · 200m schoolslag · 9e 4x100m wisselslag     |                                                              | geen deelname                                                                  | 4e 50m schoolslag · 100m schoolslag · 200m schoolslag                        | 9e 50m schoolslag · 100m schoolslag · 200m schoolslag · 4e 4x50m wisselslag      |
| 2009 |                                                              | 100m schoolslag · 9e 200m schoolslag · 5e 4x100m wisselslag  |                                                                                |                                                                              | 35e 100m schoolslag · 4x50m wisselslag                                           |
| 2010 |                                                              |                                                              | 20e 50m schoolslag 10e 100m schoolslag 7e 200m schoolslag 4e 4x100m wisselslag | 100m schoolslag · 200m schoolslag · 4x100m wisselslag                        | geen deelname                                                                    |
| 2011 |                                                              | 12e 100m schoolslag 23e 200m schoolslag 9e 4x100m wisselslag |                                                                                |                                                                              | 17e 50m schoolslag 16e 100m schoolslag 22e 200m schoolslag 15e 4x50m wisselslag  |
| 2012 | geen deelname                                                |                                                              | geen deelname                                                                  | 10e 100m schoolslag 20e 200m schoolslag 4e 4x100m wisselslag                 | geen deelname                                                                    |

## Persoonlijke records
Bijgewerkt tot en met 11 november 2009
Kortebaan
| Afstand         | Tijd    | Datum            | Plaats    |
| --------------- | ------- | ---------------- | --------- |
| 50m schoolslag  | 26,35   | 10 november 2009 | Stockholm |
| 100m schoolslag | 57,24   | 11 november 2009 | Stockholm |
| 200m schoolslag | 2.04,50 | 10 november 2009 | Stockholm |

Langebaan
| Afstand         | Tijd    | Datum            | Plaats   |
| --------------- | ------- | ---------------- | -------- |
| 50m schoolslag  | 27,48   | 12 augustus 2009 | Montreal |
| 100m schoolslag | 58,64   | 27 juli 2009     | Rome     |
| 200m schoolslag | 2.08,94 | 14 augustus 2008 | Peking   |